# Ciocănitoare pestriță mică
Ciocănitoarea pestriță mică (Dryobates minor) face parte din familia ciocănitoarelor Picidae. A fost anterior atribuită genului Dendrocopos (uneori scris incorect Dendrocopus). Unele autorități taxonomice continuă să clasifice specia în acest gen.

## Taxonomie
Ciocănitoarea pestriță mică a fost inclusă de naturalistul suedez Carl Linnaeus în 1758 în cea de-a 10-a ediție a lucrării sale Systema Naturae sub numele binomial Picus minor. Specia a fost transferată în genul Dendrocopos de către naturalistul german Carl Ludwig Koch în 1816. Un studiu filogenetic molecular publicat în 2015, bazat pe secvențe de ADN nuclear și mitocondrial, a constatat că speciile plasate în genul Dendrocopos nu formează un grup monofiletic. În clasificarea generică revizuită, ciocănitoarea pestriță mică a fost plasată în genul Dryobates, care fusese introdus inițial de naturalistul german Friedrich Boie în 1826. Denumirea genului Dryobates provine din greaca veche druos care înseamnă pădure și batēs care înseamnă umblător. Specificul minor înseamnă în latină „mai mic”.
Următoarea listă de unsprezece subspecii în ordine taxonomică urmează Clements et al. 2021:
- D. m. hortorum – din Franța în Europa Centrală până în Polonia și spre sud până în Elveția, Ungaria și nordul României
- D. m. comminutus – Anglia și Țara Galilor
- D. m. buturlini – apar din Peninsula Iberică, sudul Franței și Italia până în România, Bulgaria și nordul Greciei
- D. m. minor – nordul Europei, din Scandinavia până în Munții Ural
- D. m. amurensis – apar de la râul Amur inferior și Sakhalin până în nord-estul Coreei și nordul Japoniei
- D. m. kamtschatkensis – Munții Ural până la Marea Ohotsk și nordul Mongoliei
- D. m. colchicus – Caucaz și Transcaucazia
- D. m. danfordi – Grecia și Turcia
- D. m. quadrifasciatus – sud-estul Azerbaidjanului
- D. m. morgani – nord-vestul Iranului și în părțile nordice izolate ale Munților Zagros⁠(d)
- D. m. ledouci – nord-vestul Africii, nord-estul Algeriei și nord-vestul Tunisiei

## Descriere
Aceasta este cea mai mică ciocănitoare europeană, adulții având o lungime de 14-16,5 cm, o anvergură a aripilor de 24-29 cm și o greutate de 17-25 grame.
Datorită dimensiunilor sale mici și obiceiului său de a-și petrece cea mai mare parte a timpului în vârful copacilor înalți din păduri și parcuri, această mică ciocănitoare este adesea trecută cu vederea, dar dacă este observată pe un trunchi, poate fi identificată imediat datorită barelor late de pe aripi și a celor mai înguste de pe partea inferioară a spatelui.
Masculul are creștetul roșu, fruntea maro, o dungă superciliară neagră și o alta de la baza ciocului până la gât. Ceafa și partea superioară a spatelui sunt negre, dar partea inferioară a spatelui este barată cu negru și alb. Pe aripi sunt bare mai late și mai vizibile, iar penele exterioare ale cozii sunt, de asemenea, barate. Părțile inferioare sunt albe, cu dungi pe flancuri. Ciocul și picioarele sunt gri-argintiu.
La femelă, creștetul este alb, dar păsările tinere de ambele sexe au capul mai mult sau mai puțin roșu. Nu există schimbări sezoniere pronunțate.

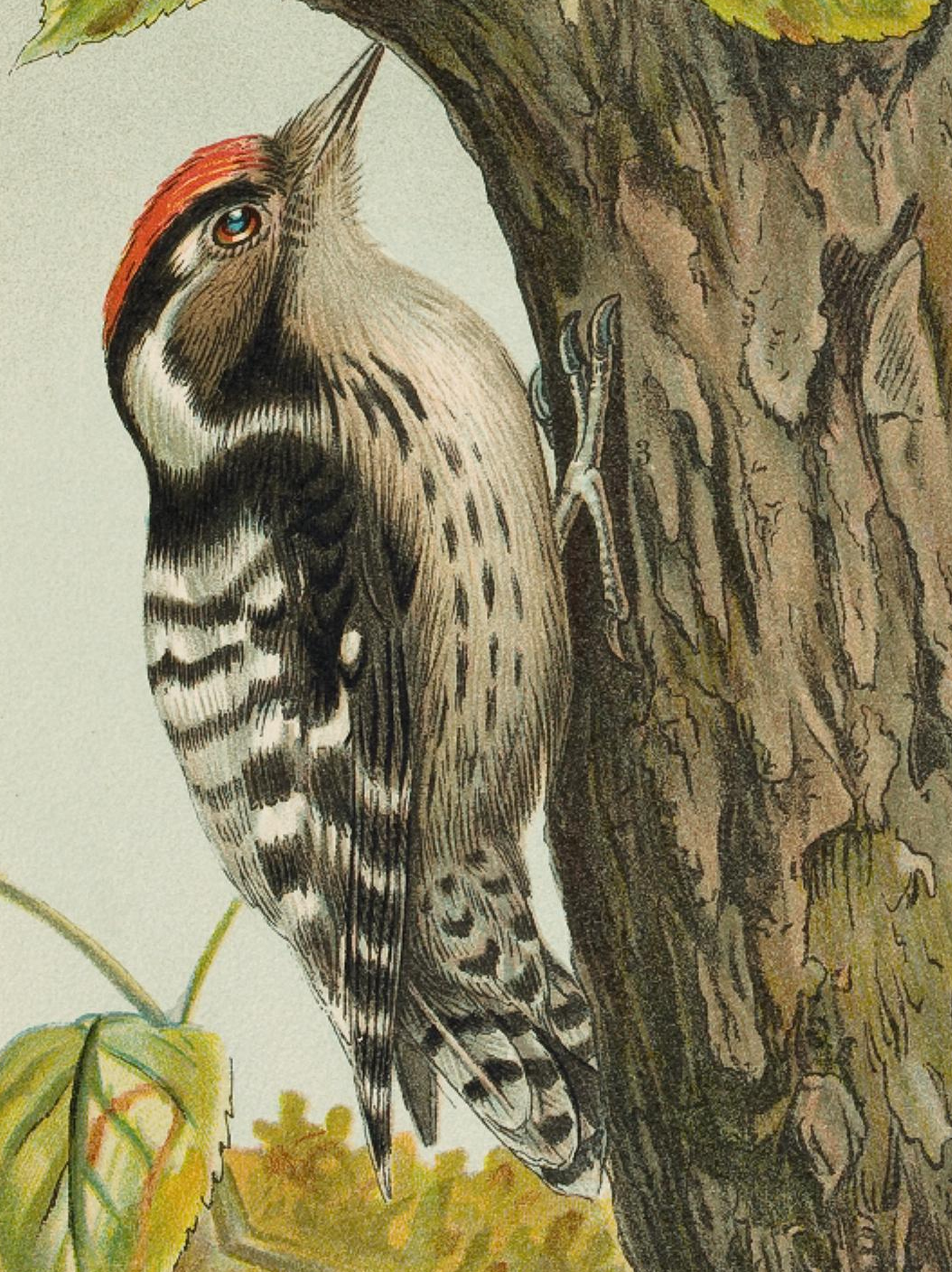
Mascul
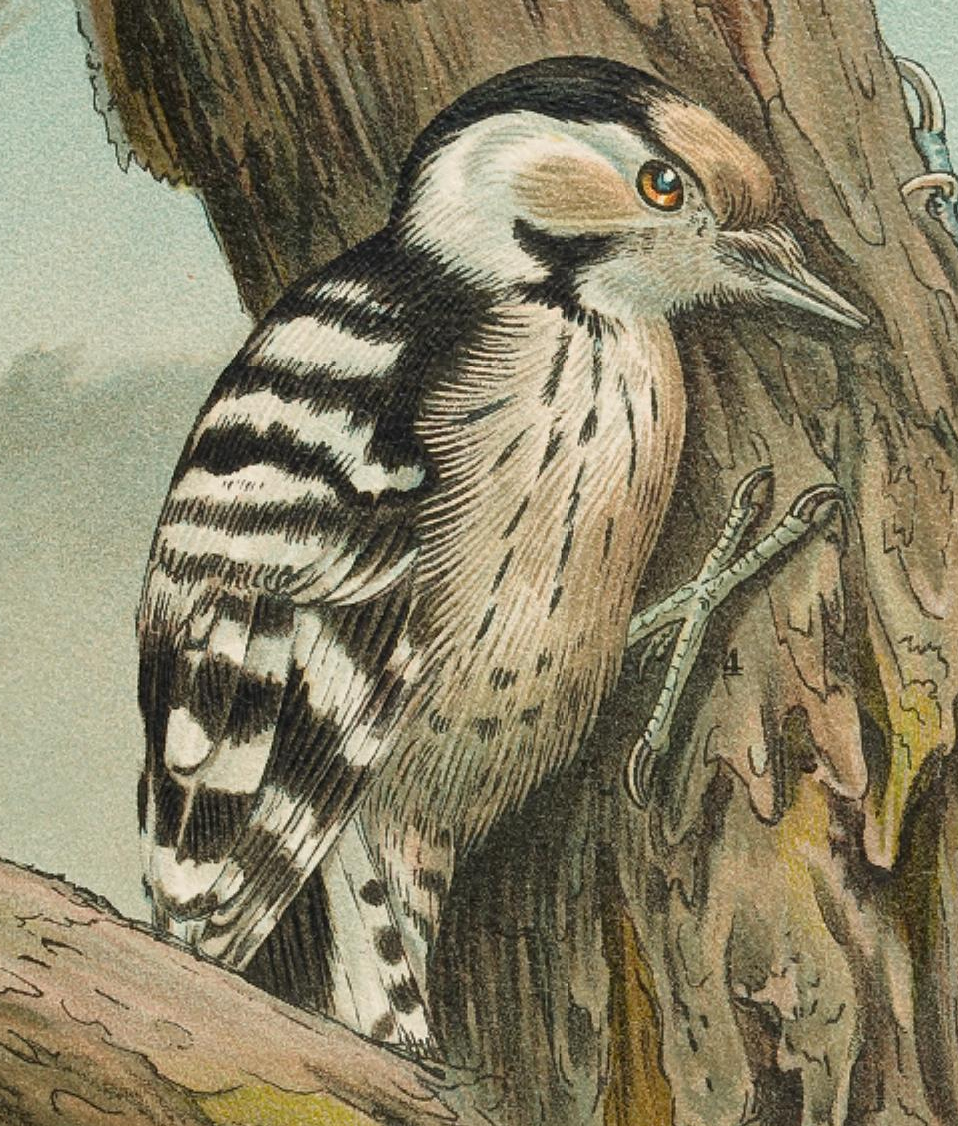
Femelă

## Comportament
Obiceiurile sale sunt foarte asemănătoare cu cele ale ciocănitoarei pestrițe mari și are același aspect butucănos, aproape triunghiular, atunci când sare din copac în copac. Strigătul sa este un keek repetat, puternic pentru o pasăre atât de mică, iar șuieratul său vibrator poate fi distins doar cu experiență de cel al speciilor mai mari. Acest substitut de cântec poate fi auzit în orice moment, dar cel mai frecvent atunci când începe curtarea la începutul anului.

### Hrană

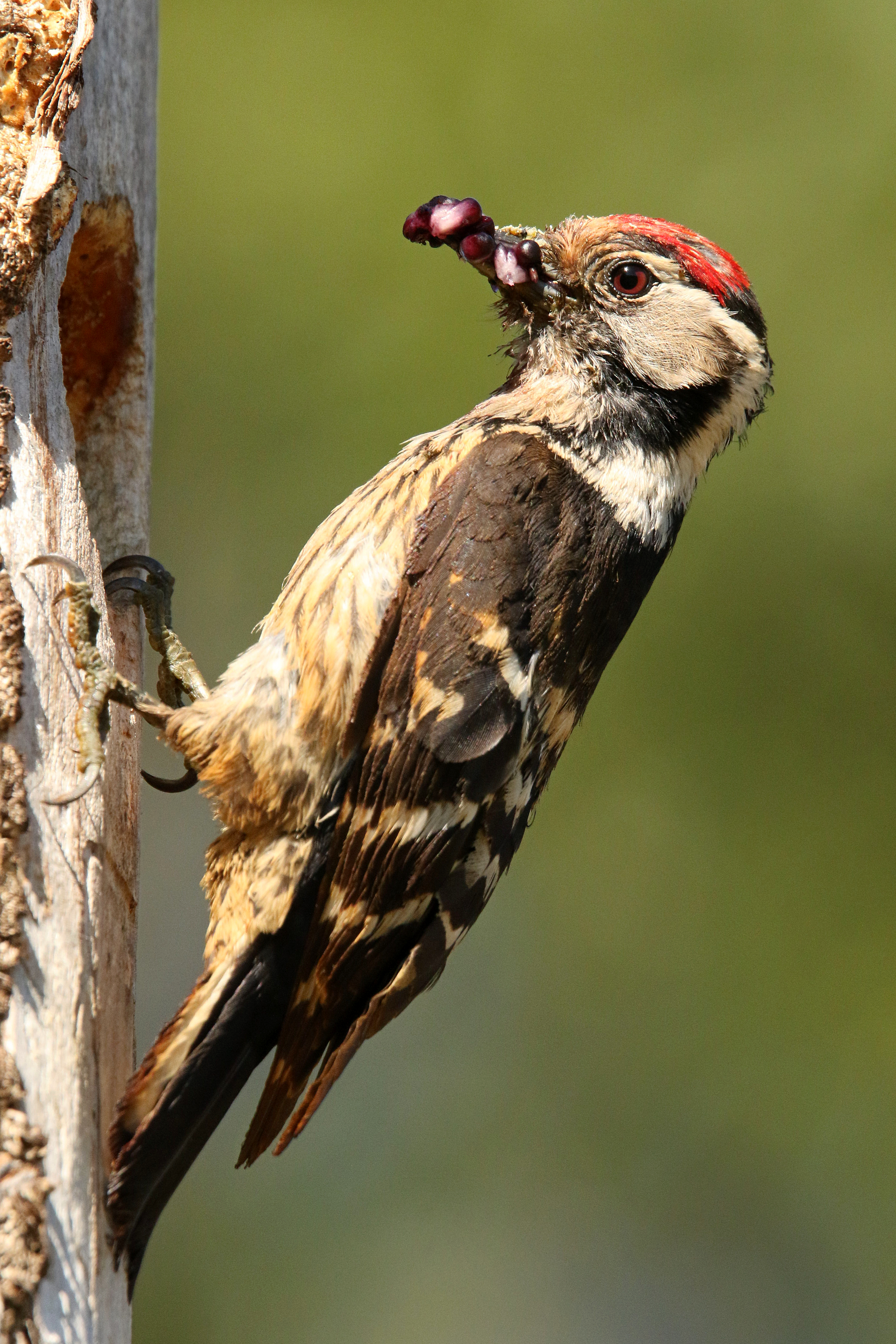
Mascul care transportă dude în cuibul său

Ciocănitoarea pestriță mică se hrănește foarte mult cu insecte lemnoase, în special în timpul iernii și primăverii. Prin urmare, este dependentă de o bună aprovizionare cu copaci morți și muribunzi. Se dezvoltă cel mai bine în arborete naturale dense și cu frunze, cu o prezență bogată de trunchiuri în descompunere, cioturi înalte și ramuri moarte pe copacii mai bătrâni.
Dieta sa constă în insecte mici care trăiesc în copaci aproape tot timpul anului. La sfârșitul primăverii și vara, diverse specii de afide pot deveni hrana principală, precum și larve mici de fluturi, gândaci și larve de gândaci, molii și larvele lor și, într-o mai mică măsură, melci, cum ar fi melcul de chihlimbar. Afidele sunt, de asemenea, cea mai importantă pradă pentru creșterea puilor. Furnicile arboricole, în special furnica neagră lucioasă și furnica de pădure, joacă doar un rol minor în populațiile nordice, dar pot constitui o parte importantă din dieta unor subspecii sudice. Furnicile mai mari și larvele lor sunt consumate numai dacă cuiburile lor au fost deschise de o altă specie de ciocănitoare. Ocazional, mai ciugulește galele frunzelor și mănâncă larvele viespilor. La sfârșitul toamnei și iarna, principala sa hrană constă în gândaci, în special cerambicide, curculionoidea și gândaci de scoarță, care iernează sub scoarță sau pe frunze. În timpul iernii, se hrănește și larve arboricole. În acest caz, accentul se pune pe speciile care trăiesc mai întâi sub scoarță și abia mai târziu sapă în ea, cum ar fi larvele de Callidium violaceum.
Caută hrană în principal în zona coronamentului, foarte des pe ramurile subțiri, exterioare. Aproape niciodată nu este văzută pe sol. Se hrănește în principal ciocănind rapid, aparent fără odihnă, ramurile și frunzele și ciugulind scoarța aspră.

## Galerie

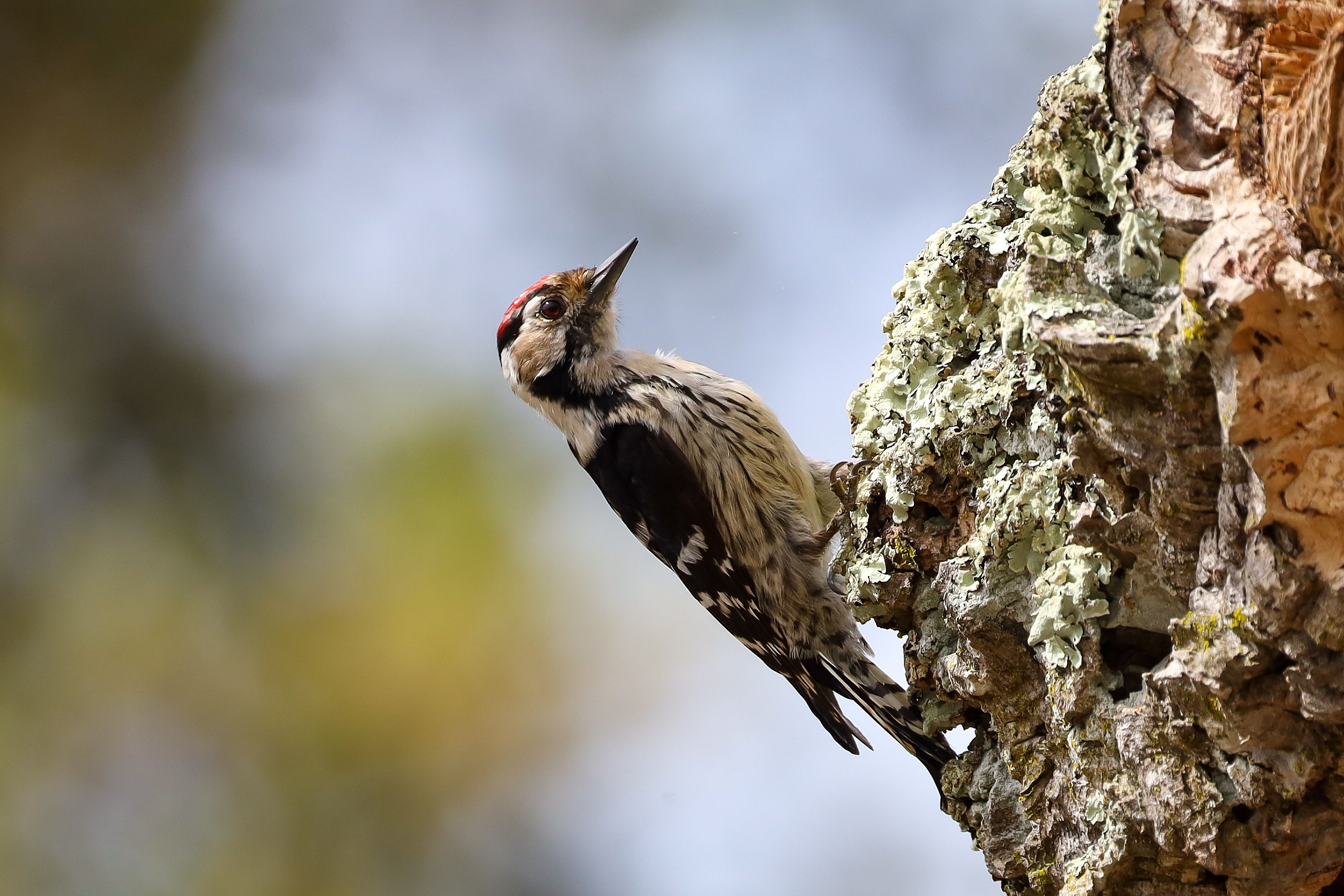
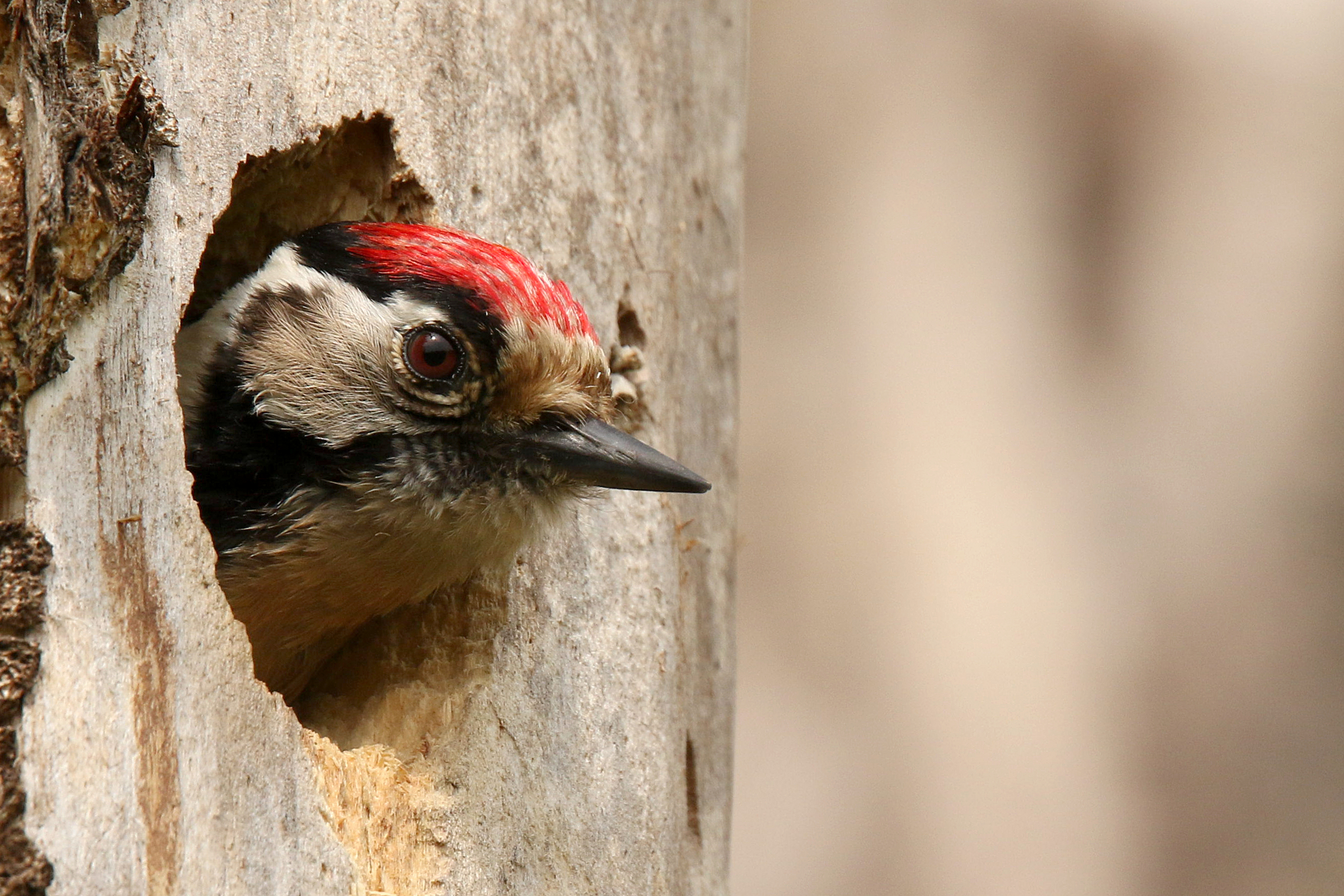
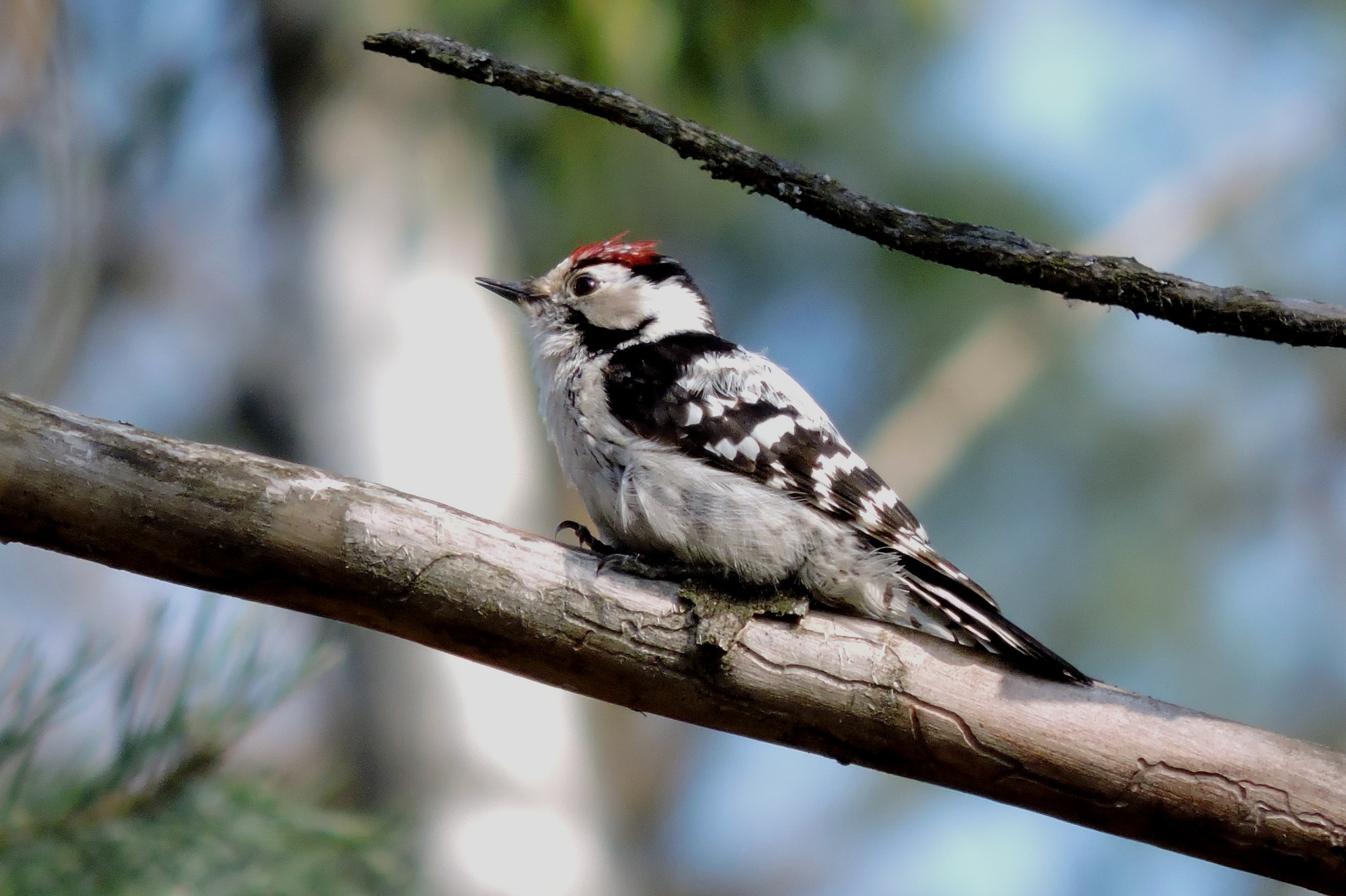